# Kyrgyzstan tại Thế vận hội
Kyrgyzstan đã góp mặt tại sáu kỳ Thế vận hội Mùa hè và năm kỳ Thế vận hội Mùa đông với tư cách một quốc gia độc lập và đã giành bốn huy chương Thế vận hội. Kyrgyzstan từng được đại diện theo đoàn Liên Xô. Năm 1992, Kyrgyzstan tham dự Thế vận hội như một phần của Đoàn thể thao Hợp nhất, theo sau sự tan rã của Liên Xô. Kyrgyzstan lần đầu tiên xuất hiện độc lập tại Thế vận hội Mùa đông 1994 và Thế vận hội Mùa hè 1996.

## Bảng huy chương

### Thế vận hội Mùa hè
| Thế vận hội         | Vàng | Bạc | Đồng | Tổng số |
| ------------------- | ---- | --- | ---- | ------- |
| Bắc Kinh 2008       | 0    | 1   | 2    | 3       |
| Sydney 2000         | 0    | 0   | 1    | 1       |
| Rio de Janeiro 2016 | 0    | 0   | 0    | 0       |
| Atlanta 1996        | 0    | 0   | 0    | 0       |
| Athens 2004         | 0    | 0   | 0    | 0       |
| Luân Đôn 2012       | 0    | 0   | 0    | 0       |
| Tổng số (6 đơn vị)  | 0    | 1   | 3    | 4       |

### Huy chương theo môn
| Môn thi đấu        | Vàng | Bạc | Đồng | Tổng số |
| ------------------ | ---- | --- | ---- | ------- |
| Đấu vật            | 0    | 1   | 2    | 3       |
| Judo               | 0    | 0   | 1    | 1       |
| Tổng số (2 đơn vị) | 0    | 1   | 3    | 4       |

## VĐV giành huy chương
| Huy chương | Tên                | Thế vận hội   | Môn thi đấu | Nội dung                   |
| ---------- | ------------------ | ------------- | ----------- | -------------------------- |
| Đồng       | Aidyn Smagulov     | Sydney 2000   | Judo        | Hạng cân 60 kg nam         |
| Bạc        | Kanatbek Begaliev  | Bắc Kinh 2008 | Đấu vật     | Cổ điển nam hạng cân 66 kg |
| Đồng       | Ruslan Tyumenbayev | Bắc Kinh 2008 | Đấu vật     | Cổ điển nam hạng cân 60 kg |
| Đồng       | Bazar Bazarguruev  | Bắc Kinh 2008 | Đấu vật     | Tự do nam hạng cân 60 kg   |